# Georg von Zedlitz-Neukirch

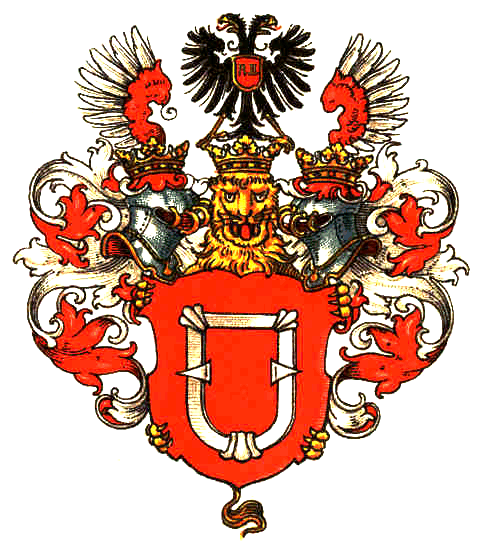
Herb Zedlitz-Neukirch

Georg von Zedlitz-Neukirch (ur. 1444, zm. 20 lipca 1552 w Łomnicy) – szlachcic śląski. Był husytą i gorliwym wyznawcą luteranizmu.
Pochodził z zamożnej pruskiej rodziny osiadłej w Polsce. Ojciec Georga, Sigmund von Zedlitz-Neukirch (1398-1508), dożył 110 lat. Uczestniczył w spaleniu Jana Husa 1415 roku. Georg von Zedlitz-Neukirch z dwóch małżeństw miał 27 dzieci. Pierwsza żona Joanna Podwińska (1444-1518), z którą był żonaty 53 lata urodziła 19 dzieci. Drugą żonę Małgorzatę von Hochberg (1492-1568), pochodząca ze znanego polskiego rodu poślubił w 1520 roku. Przeżyli razem 32 lata. Urodziła 8 dzieci. Z 27 dzieci urodziło się 13 synów. W chwili śmierci przy łożu sędziwego dziadka było 180 wnuków.
Dożył wieku 108 lat.